# مدينة شرق سترة
مدينة شرق سترة، هو مشروع ضخم للإسكان الاجتماعي تحت الإنشاء في مملكة البحرين. يتضمن المشروع المقترح في عام 2014 من قبل وزارة الإسكان البحرينية، استصلاح الأراضي البحرية من 253 إلى 540 هكتارًا (5.8 مليون متر مربع)  قبالة الساحل الشرقي لجزيرة سترة.  يُقدر أن الجزر المستصلحة بمجرد اكتمالها ستتكون من 3157 وحدة سكنية تخدم أكثر من 20 ألف مواطن.
المشروع جزء من سلسلة متزامنة لبرامج الإسكان الاجتماعي الذي تقدمه وزارة الإسكان وبقيمة إجمالية تصل 245 مليون دينار بحريني (649 مليون دولار) وهو من مشاريع الاسكان التي تم إطلاقها في البلاد عام 2010، مثل مدينة سلمان ومدينة شرق الحد.

## البناء
يخطط المشروع لست جزر مستصنعة منفصلة ليتم استصلاحها من البحر، قبالة الساحل الشرقي لسترة. تشير التقديرات إلى أنه تم استصلاح ما يصل إلى 600 هكتار من الأراضي. شركة إيكوم الألمانية هي المخطط الرئيسي للمشروع.  وقد عملت شركة الطبيعة للدراسات والاستشارات البيئية كمستشارين بيئيين، وقد تولت شركة آتكينز البريطانية المهندسة المعمارية، وعمل المخطط الرئيسي والبنية التحتية كمستشار تصميم. ستشمل المدينة واجهة بحرية بطول 2.6 كم و 13 كم من ممرات الدراجات.  وقد تبرع الملك حمد بن عيسى آل خليفة 255 هكتاراً من الأراضي. كما تم إسناد أعمال الاستصلاح إلى شركة الجرافات البحرية الوطنية (NMDC). 
وما يقدر بنحو 25 مليون متر مكعب من الرمال المجروفة كانت مطلوبة لاستصلاح الأرض. بالإضافة إلى العمل كمشروع سكني، كما ستستضيف المدينة مرافق لقطاع النفط البحريني واستخدامات حكومية أخرى.
في يونيو 2014، وقعت وزارة الإسكان في البحرين اتفاقية لرسم المخطط التفصيلي للمشروع. في يونيو 2015، وضع الأمير سلمان بن حمد آل خليفة حجر الأساس للمشروع.  تم منح البناء لشركة صينية في ديسمبر 2019. يتكون مشروع البناء من ثلاث مراحل. بدأت المرحلة الأولى (بناء 1،077 وحدة) من ديسمبر 2020.  ستشهد المرحلة الثانية بناء 1800 وحد ، والمرحلة الثالثة من 500 وحدة.